# Giuseppe Giordani
Pour les articles homonymes, voir Giordani.
Giuseppe Giordani dit Giordanello, né à Naples le 19 décembre 1751 et mort à Fermo le 4 janvier 1798, est un compositeur italien.

## Biographie
Né à Naples le 19 décembre 1751, fils de Domenico Giordani et d’Anna Maria Tosato, il y étudie la musique au conservatoire de Santa Maria di Loreto. Il reçoit l’enseignement de Gennaro Manna, Antonio Sacchini, Pietro Antonio Gallo et Fedele Fenaroli. Parmi ses compagnons d’études, il côtoie Domenico Cimarosa et Niccolò Antonio Zingarelli. En 1774, il est nommé maestro soprannumerario della cappella (maître de chapelle surnuméraire) de la cathédrale de Naples en remplacement de Manna. Dans cette période, en sus de la composition de musique sacrée, il s’occupe aussi d’enseigner.
Il épouse la chanteuse Emanuela Cosmi le 25 mai 1779, et à l’automne de cette même année, il crée son premier opéra avec le drame L’Epponina qui inaugure le Teatro della Palla a Corda, à Florence. Dès lors et jusqu’en 1796, il écrit quelque quarante œuvres, parmi lesquelles des opéras seria, opéras-bouffes et oratorios. En 1780, Giordani entre à l’Académie philharmonique de Modène, et par la suite dans celle de Parme.
La distruzione di Gerusalemme (La Destruction de Jérusalem), sur un livret de Carlo Sernicola, est en 1787 la première œuvre sacrée à être représentée dans un théâtre : le Teatro San Carlo de Naples.
Le succès est grand, et l’écrivain Johann Wolfgang von Goethe qui a assiste à la représentation, mentionne l’opéra dans son essai Voyage en Italie. L’année suivante, il inaugure le théâtre municipal de Faenza avec l’œuvre Cajo Ostilio.
Après le succès remporté par La disfatta di Dario (La Défaite de Darius) donnée au théâtre de la Scala à Milan, il devient maestro di cappella de la cathédrale de Fermo, le 14 février 1789.
Le 4 août, il obtient également le poste d’organiste et le 4 novembre 1791, il occupe ces deux fonctions à la fois aussi pour l’église du Saint-Esprit.

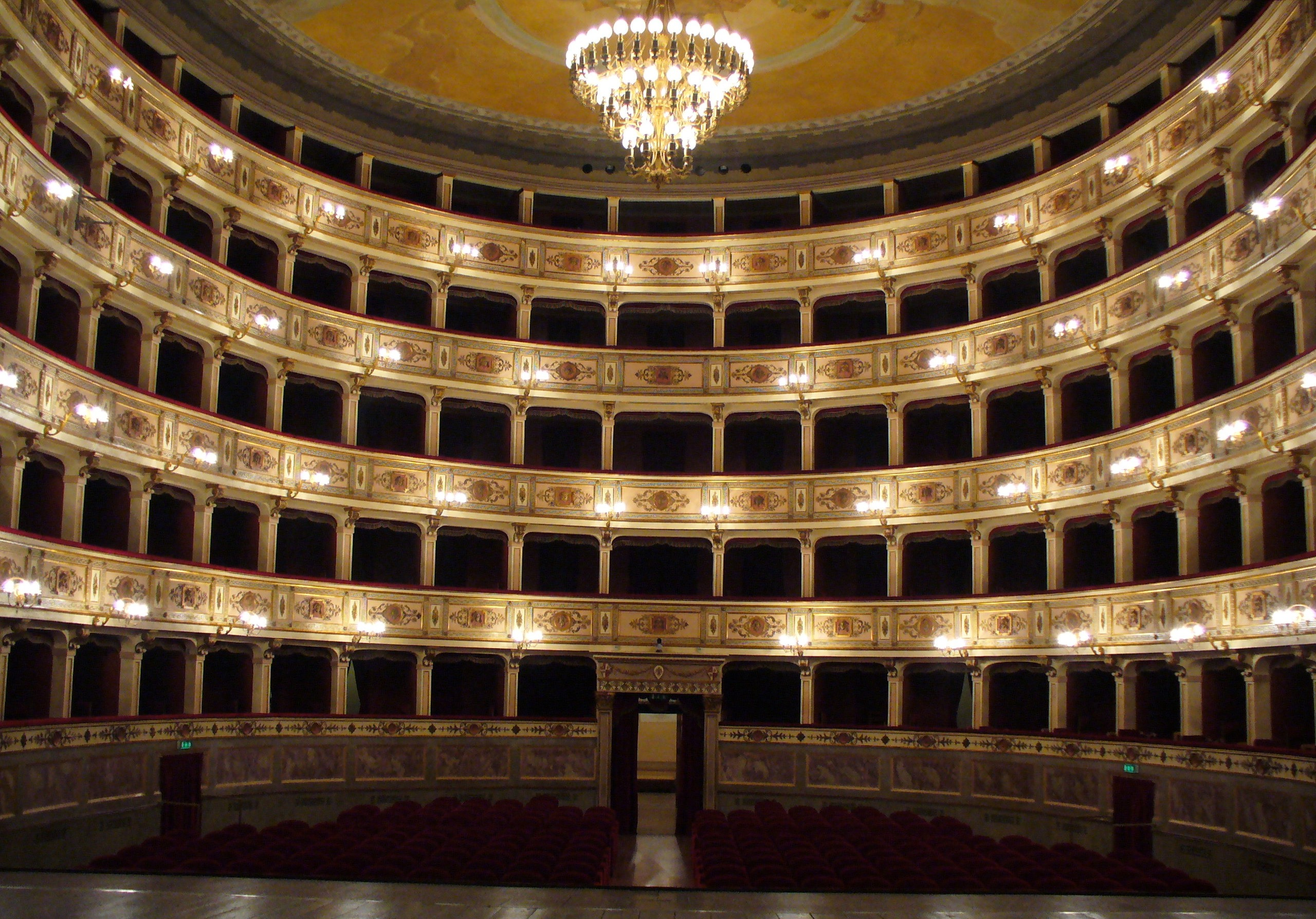
Intérieur du théâtre de l’Aquila à Fermo (Italie)

Avec la représentation de La morte di Abele (La Mort d’Abel) et de La distruzione di Gerusalemme, il inaugure le théâtre de l’Aquila de Fermo. Son opéra Ines de Castro, joué à Venise en 1793, comporte déjà les canons des opéras seria de la fin du XVIIe siècle, que caractérisent l’unité scénique plus articulée et complexe et l’introduction des passages choraux. Ses dernières années passées dans la région des Marches, Giordani s’attache principalement à la composition de musique sacrée et d’oratorios.
En son temps, Giordani jouit d’une réputation élevée. Ses œuvres sont représentées, outre les théâtres italiens, à Lisbonne, Dresde et Madrid.
Le célèbre aria Caro mio ben, est généralement attribué à Giordani, mais à tort, le style montrant que celui-ci lui est antérieur d'environ cinquante ans.

## Sources de Wikipédia
- (en) Cet article est partiellement ou en totalité issu de l’article de Wikipédia en anglais intitulé « Giuseppe Giordani » (voir la liste des auteurs).

- (it) Cet article est partiellement ou en totalité issu de l’article de Wikipédia en italien intitulé « Giuseppe Giordani » (voir la liste des auteurs).